# William Stout

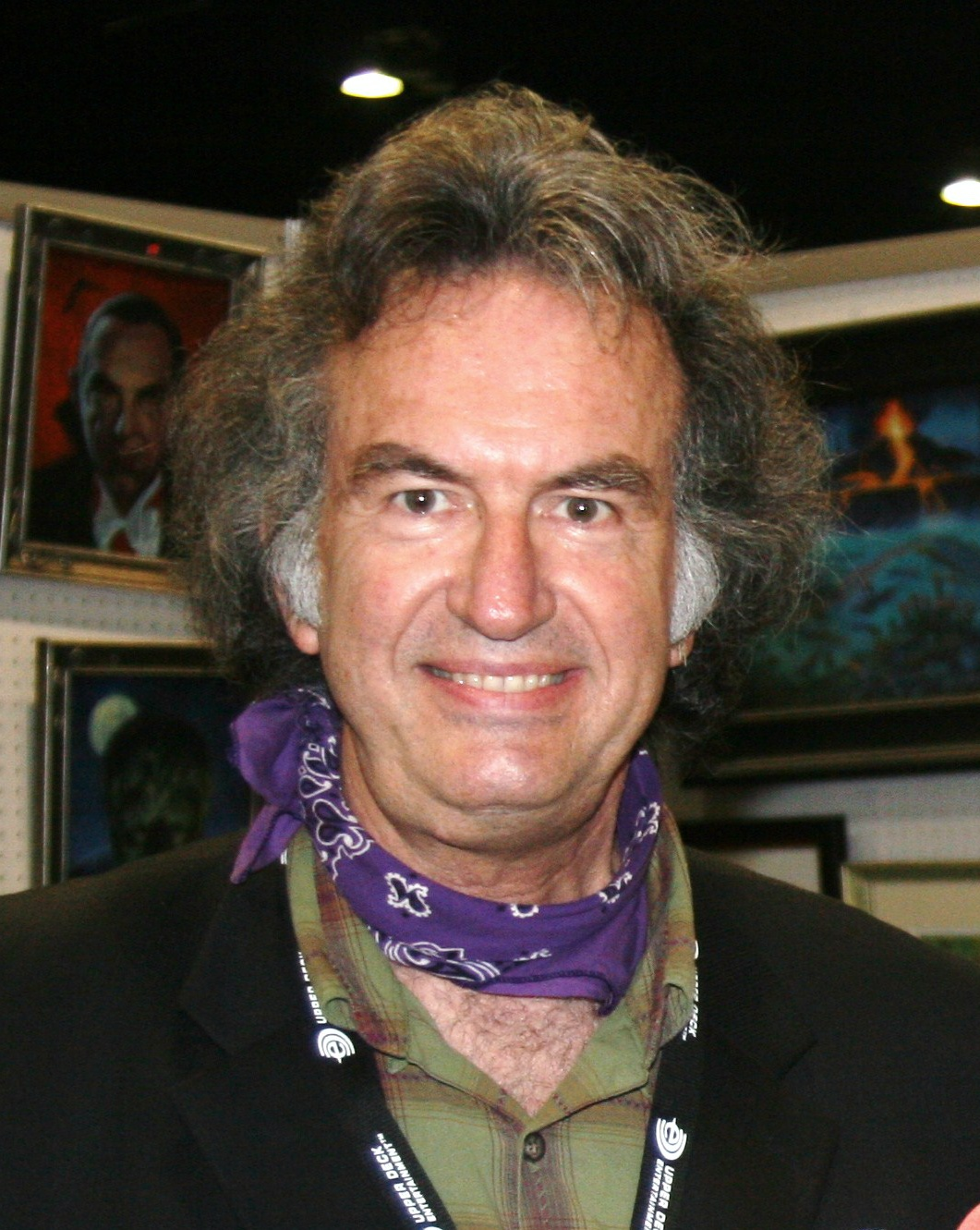
William Stout, 2006

William Stout (* 18. September 1949 in Salt Lake City, Utah) ist ein US-amerikanischer Zeichner und Illustrator. Stout ist bekannt für seine Arbeiten in der Filmbranche wie Storyboards und  Filmplakate sowie seine paläontologischen Arbeiten.

## Leben

### Comic
1973 startete Stout seine Karriere mit dem Zeichnen von Albumcovern für das kalifornische Bootleg-Plattenlabel Trademark of Quality, für das der Künstler 42 Schallplattenhüllen schuf. Mit dem Comedy Album In the Next World, You’re on Your Own des Firesign Theatre entstand 1975 Stouts erstes offizielles Plattencover für Columbia Records.
Von 1975 bis 1977 arbeitete Stout als Artdirector für das amerikanische Musikmagazin Bomp! und war einer der ersten Künstler für das Heavy Metal–Magazin. Seine Arbeit inspirierte Michael Crichton zu seinem Buch DinoPark. Er zeichnete die Kinoplakate zu Die Welt in 10 Millionen Jahren, Teenage Cruisers und Rock ’n’ Roll Highschool sowie die Schallplattencover für das Rhino-Records-Comedy-Album Beatlesongs von 1982 sowie 2009 für The Smithereens Play Tommy.

### Film
1978 begann Stout mit seinem Kollegen Richard Hescox als Filmproduktionsdesigner in Los Angeles und war unter anderem für Buck Rogers, Conan der Barbar, Rambo, Hitcher, der Highway Killer, Invasion vom Mars und Masters of the Universe verantwortlich. Stout zeichnete die Storyboards für Jäger des verlorenen Schatzes und Michael Jacksons Musikvideo Thriller.
Stour war an der Drehbuchentwicklung zum Film Der Krieger und die Hexe aus dem Jahr 1984 beteiligt.

### Paläontologie
Stout ist ebenfalls als paläontologischer Zeichner tätig. Elf seiner Arbeiten wurden 1986 für die Wanderausstellung Dinosaurier in Vergangenheit und Gegenwart ausgewählt und sind heute im Natural History Museum of Los Angeles County ausgestellt. Für die Arbeiten an seiner Ausstellung Dinosaurs, Penguins and Whales – The Wildlife of Antarctica reiste der Künstler im Januar 1989 in die Antarktis und nach Patagonien.
Während des australischen Sommers 1992–1993 bewohnte Stout drei Monate lang im Rahmen eines Autorenprogramms der National Science Foundation die McMurdo- und Palmer-Forschungsstationen. Stou bestieg den aktiven Vulkan Mount Erebus, tauchte unter Eis, beobachtete die Tierwelt der Antarktis und fertigte über hundert Studien an. Für seine Bilderserie Lost Worlds fuhr Stout mehrere tausend Meilen durch das südliche Chile, um die einzigartigen prähistorischen Wälder zu dokumentieren.
Stouts Dinosaurierdarstellungen sind neben Disney’s Animal Kingdom im Houston Museum of Natural Science, San Diego Natural History Museum, Houston Museum of Natural Science, Orton Geological Museum, Museum of the Rockies und im North Carolina Museum of Natural Sciences zu sehen.

### Entertainment
Von 1987 bis 1989 arbeitete Stout als Konzeptionist und Designer für Walt Disney Imagineering. 1989 wechselte der Künstler zu Industrial Light and Magic. 1991 konzipierte und gestaltete Stout die Recycler-Tour von ZZ Top. Stout arbeitete für Universal’s Islands of Adventure, Steven Spielberg und als Designer von Michael Jacksons privatem Freizeitpark auf der Neverland-Ranch.

## Werke
- 1982: Die Dinosaurier (The Dinosaurs), Bertelsmann, 1982, ISBN 978-3570052334
- 1984: The Dinosaurs: A Fantastic View of a Lost Era, Bantam, ISBN 978-0553013351
- 2000: The New Dinosaurs, ibooks inc., ISBN 978-0743407243
- 2000: Hallucinations, Flesx Publ., ISBN 978-1933865256
- 2002: Richard Matheson & William Stout: Abu and the 7 Marvels, Gauntlet, ISBN 978-1887368490 (Illustrator)
- 2005: Sherwood Smith & William Stout: The Emerald Wand of Oz, Harper Collins, ISBN 978-0060296070 (Illustrator)
- 2006: Sherwood Smith & William Stout: Trouble Under Oz, Harper Collins, ISBN 978-0060296094 (Illustrator)
- 2009: Prehistoric Life Murals, Flesk Pub., ISBN 978-1933865102
- 2011: 50 Convention Sketches, Terra Nova, ISBN 978-0982867129
- 2013: Ed Leimbacher & William Stout: Legends of the Blues (Illustrator)
- 2016: Dinosaurs: A Coloring Book, Pocket Books, ISBN 978-1608878642
- 2018: Fantastic Worlds: The Art of William Stout, Pocket Books, ISBN 978-1608878659